# لاريسا مانويلا
لاريسا مانويلا (بالبرتغالية: Larissa Manoela‏) (من مواليد 28 ديسمبر 2000) هي ممثلة، مغنية، عارضة أزياء، ممثلة صوتية، كاتبة ومؤثرة رقمية برازيلية. بدأت حياتها المهنية في سن الرابعة عندما تم اكتشافها في سوبر ماركت من قبل كشافة المواهب. أشتهرت بدور ماريا جواكينا في أوبرا الصابون دائري للأطفال.

## حياتها المهنية
بدأت مانويلا حياتها المهنية في سن الرابعة عندما وجدها كشافة المواهب في سوبر ماركت في مدينة  بارانا. ثم بدأت التصوير كنموذج.
في سن السادسة، بعد القيام ببعض الإعلانات التجارية، كان أول عمل تلفزيوني لها كممثلة على قناة GNT، في مسلسل «الأم».
في عام 2010، لعبت مانويلا دور البطلة في سلسلة دالفا وهريفيلتو: أغنية حب في مرحلة الشباب،  ومع ذلك، ظهرت الممثلة فقط في عام 2012 عندما لعبت دور فيفيان في مسلسل قلوب الجرحى وماريا جواكينا في مسلسل دائري.
في عام 2013، لعبت دور البطولة في سلسلة دورية الإنقاذ وفي العام التالي ظهرت في مسلسل Cplmplices de Um Resgate.
في عام 2016، أصدرت كتابها الأول «مذكرات لاريسا مانويلا»، وتم إصداره في 6 يونيو في مكتبة Saraiva بمركز التسوق في ساو باولو. في عام 2017، جددت العقد مع محطة التلفزيون SBT لتلعب دور الشريرة لمسلسل مغامرات بوليانا (باللغة البرتغالية: As Aventuras de Poliana). أيضًا في عام 2017، أصدرت لاريسا كتابها الثاني «عالم لاريسا مانويلا»، وهو العام نفسه الذي اشترت فيه قصرًا في أورلاندو بولاية فلوريدا.
كمغنية قدمت مانويلا عرضًا في الولايات المتحدة وقدمت عروض في العديد من الأماكن في البرازيل. في 1 ديسمبر 2017، أصدرت مانويلا ألبوم جديد «Up! جولة». في عام 2020، ظهرت لاريسا مانويلا في أول فيلم لها على نتفليكس، في مؤامرة خارج نطاق التغطية.

## فيلموغرافيا

### التلفاز

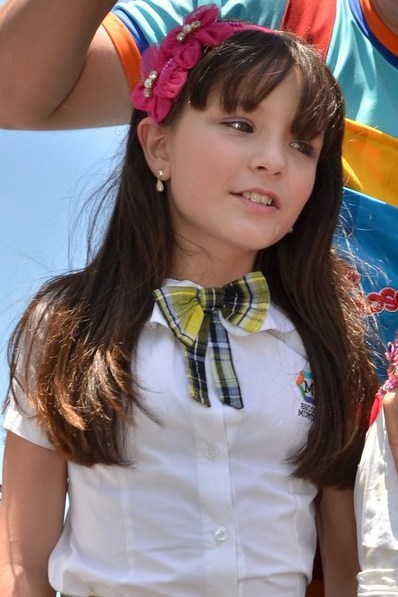
ماريا جواكينا في Carrossel ، 2012

| عام       | عنوان            | وظيفة                           | ملاحظات                     |
| --------- | ---------------- | ------------------------------- | --------------------------- |
| 2008      | الأم             | نفسها                           | النجم الضيف                 |
| 2010      | أغاني الخيانة    | دالفا (طفل)                     |                             |
| 2010      | في الشهرة والطين | Lequinha                        | النجم الضيف                 |
| 2012      | قلوب الجرحى      | فيفيان                          | بطل الرواية المشارك         |
| 2012-2013 | دائري            | ماريا جواكينا                   | دور أساسي                   |
| 2013      | دائري            | ماريا جواكينا                   | دور أساسي                   |
| 2014-2015 | دائري            | ماريا جواكينا                   | دور أساسي                   |
| 2015-2016 | شركاء الأنقاذ    | إيزابيلا جونكيرا ومانويلا أغنيس | دور أساسي                   |
| 2017      | TVZ              | مقدم خاص (نفسها)                | [ 14 ]                      |
| 2017      | منبث             | المحلف (نفسها)                  | [ 15 ]                      |
| 2017      | اخبز SBT         | المتسابق (نفسها)                | تم الطرد من المرحلة الثانية |
| 2018      | مغامرات بوليانا  | ميريلا دلفينو                   | [ 16 ] [ 17 ]               |

### فيلم
| عام  | عنوان                           | وظيفة         | ملاحظات   |
| ---- | ------------------------------- | ------------- | --------- |
| 2011 | المهرج                          | جيلهيرمينا    |           |
| 2012 | هذه الإرادة اللعينة لتكون طائرًا | بيدريتا       |           |
| 2015 | دائري: فيلم                     | ماريا جواكينا | دور أساسي |
| 2016 | الدائري 2: اختفاء ماريا جواكينا | ماريا جواكينا | دور أساسي |
| 2017 | عمري 15 سنة                     | بيا           | دور أساسي |
| 2017 | فالا سيريو، ماي!                | مالو          | دور أساسي |
| 2020 | خارج نطاق التغطية               | آنا           | دور أساسي |

### الدوبلاج
| عام  | عنوان                    | صوت                 |
| ---- | ------------------------ | ------------------- |
| 2012 | Sítio do Picapau Amarelo | ناريزينيو           |
| 2015 | الأمير الصغير            | الفتاة (الدبلجة)    |
| 2015 | ملكة الثلج 2             | جيردا (صوت)         |
| 2016 | دائري الكرتون            | ماريا جواكينا (صوت) |

### الإنترنت
| عام  | عنوان        | وظيفة | ملاحظات |
| ---- | ------------ | ----- | ------- |
| 2018 | الفتاة الخطأ | نفسها | [ 18 ]  |

## ديسكغرافيا
- كوم فوسي [19] (2014)
- أليم دو تيمبو (2019)

## المؤلفات
| عام  | عنوان                                                   |
| ---- | ------------------------------------------------------- |
| 2016 | يوميات لاريسا مانويلا: الحياة هي قصة وأسرار النجم الشاب |
| 2017 | عالم لاريسا مانويلا                                     |

## روابط خارجية
- لاريسا مانويلا على موقع IMDb (الإنجليزية)
- لاريسا مانويلا على موقع ألو سيني (الفرنسية)
- لاريسا مانويلا على موقع ميوزك برينز (الإنجليزية)
- لاريسا مانويلا على موقع ديسكوغز (الإنجليزية)
- لاريسا مانويلا على موقع قاعدة بيانات الفيلم (الإنجليزية)